# Gotra ominosa
Gotra ominosa is een insect uit de familie van de gewone sluipwespen (Ichneumonidae). De wetenschappelijke naam van de soort werd in 1903 gepubliceerd door Jules Tosquinet.